# Wierzbica (Radom)
Pour les articles homonymes, voir Wierzbica.
Wierzbica (prononciation : [vjɛʐˈbit͡sa]) est un village polonais de la gmina de Wierzbica dans le powiat de Radom de la voïvodie de Mazovie dans le centre-est de la Pologne.
Le village est le siège administratif (chef-lieu) de la gmina appelée gmina de Wierzbica.
Il se situe à environ 18 km au sud de Radom (siège du powiat) et à 108 km au sud de Varsovie (capitale de la Pologne).
Le village compte approximativement une population de 3 956 habitants en 2009.

## Histoire
De 1975 à 1998, le village appartenait administrativement à la voïvodie de Radom.